# Système d'atterrissage aux instruments
 (janvier 2025).
Pour les articles homonymes, voir ILS.
Le système d'atterrissage aux instruments ou ILS (acronyme de l'anglais instrument landing system) est un moyen de radio-navigation utilisé pour l'approche de précision d'aéronefs en régime de vol aux instruments. La procédure correspondante est appelée approche ILS.

## Historique
Le système est adopté en 1949 par l'organisation de l'aviation civile internationale.

## Généralités
Il comprend deux éléments :

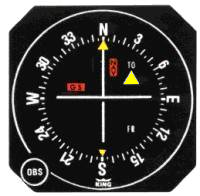
Indicateur VOR mécanique

Indicateur CDI : (de gauche à droite) trop à droite, bien centré, trop à gauche

- un localizer (LOC, LLZ) qui fournit l'écart de l'avion par rapport à l'axe de la piste ;
- un glide path qui fournit l'écart de l'avion par rapport à la pente nominale d'approche (le plus souvent 3 degrés).

Ces deux informations sont fournies soit sous forme d'aiguilles sur un indicateur VOR ou mieux sur un plateau de route HSI, soit sous forme d'index (barres, triangles...) sur deux échelles, l'une horizontale, l'autre verticale, situées de part et d'autre de l'horizon artificiel (classique ou EFIS).
Les faisceaux localizer et glide path étant très étroits et sensibles aux perturbations, leur interception doit toujours être validée à l'aide d'une autre source de navigation.

Les diagrammes d'émission du Localizer et du Glide path

Pour le localizer cela peut être réalisé à l'aide d'un VOR, ADF ou de la RNAV.
Pour la validation du glide path, on utilisait un ou deux markers, de plus en plus souvent remplacés par un DME (Distance Measuring Equipment) dont l'avantage est de fournir une information de distance en continu. Le DME est le plus souvent co-implanté avec le glide path, donnant ainsi directement la distance au seuil de piste, ce qui est très pratique ; mais il arrive exceptionnellement qu'il soit implanté avec le localizer.
Un voyant lumineux et un signal sonore sont activés au passage de chacun des markers.
L'information de distance DME est quant à elle fournie sur l'afficheur DME.
D'un point de vue pratique, l'utilisateur affiche une seule fréquence, celle du localizer, comprise dans la gamme VHF 108,0 - 111,975 MHz. Les fréquences glide path et DME lorsqu'elles existent sont dans des gammes de fréquences différentes (UHF) mais appariées à celle du localizer, ce qui reste transparent pour l'utilisateur.
La portée certifiée est de 15 à 20 NM pour le localizer (30 à 50 NM en pratique) ; légèrement moins pour le glide path. Le DME d'un ILS, moins puissant qu'un DME en route peut néanmoins être reçu jusqu'à 50 voire 100 NM.
Avantages de l'ILS :
- très grande précision ;
- sous certaines conditions (dégagement des aires critiques, séparations accrues entre avions, secours électrique, balisage spécifique...), permet de réaliser des atterrissages automatiques et donc de se poser avec des visibilités très faibles.

Inconvénients de l'ILS :
- sensible aux perturbations des faisceaux électriques (par véhicule ou avion au sol ou avion en vol) ;
- existence occasionnelle de faux axes par réflexion du faisceau sur un relief ;
- faisceaux étroits nécessitant une aide pour la capture.

## Radiophare d'alignement de piste

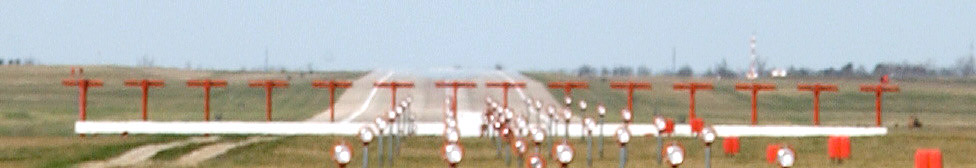
Localizer de Whiteman Air Force Base, Missouri.

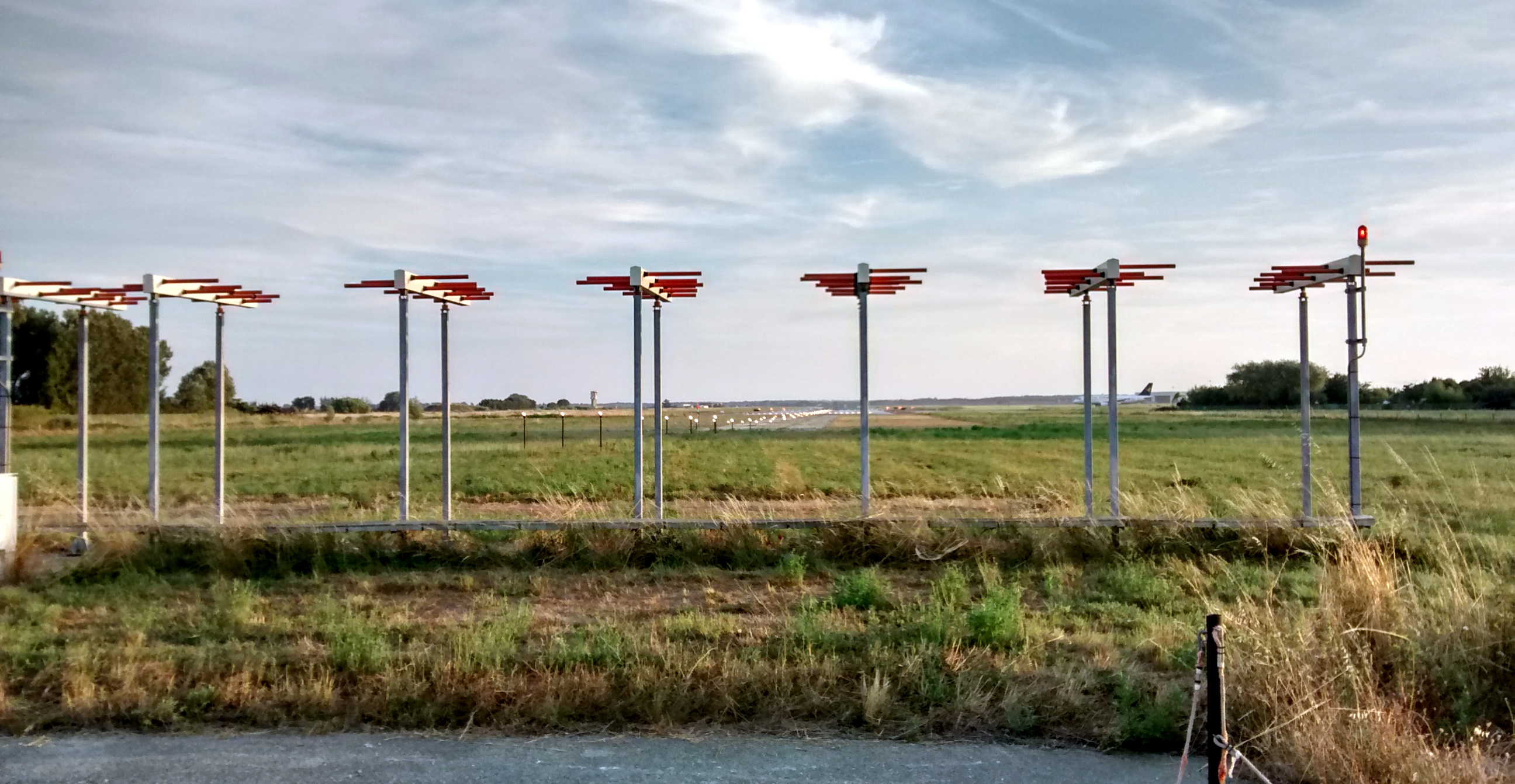
Antennes Localizer de l'aéroport de Pise

Le radiophare d'alignement de piste (en) est constitué d'un ensemble d'antennes situées après le bout de la piste qui émettent une porteuse VHF entre 108 et 111,975 MHz, première décimale impaire (111,75 MHz pour la piste 26 à Orly par exemple).
Elle est modulée par 2 basses fréquences, l'une à 90 Hz et l'autre à 150 Hz. À droite de l'axe de la piste, le taux de modulation du 150 Hz est supérieur à celui du 90 Hz et inversement à gauche de l'axe. La différence de taux permet d'en déduire un écart qui est affiché sur le récepteur de bord.
Il s'ajoute une modulation à 1 020 Hz qui transmet le code Morse d'identification de la station correspondant généralement à 2 ou 3 lettres de l'alphabet (OLW pour la piste 26 à Orly par exemple) transmis au moins 6 fois par minute (Le Loc envoie 3 fois sur 4 le code Morse de la station et le DME 1 fois, synchronisée avec le LOC).
Le diagramme de rayonnement est ouvert dans le plan horizontal d'environ 35° de part et d'autre de l'axe de piste et de 7° dans le plan vertical. La zone de guidage linéaire ne couvre quant à elle qu'une ouverture maximum de ± 107 m au seuil de piste par rapport à la position d'axe. Soit pour une piste de 2 000 m une ouverture d'environ ± 3° (Atan (107/2000)).

Ce système est sensible aux propagations par trajets multiples (réflexions, diffractions...). Pour réduire le phénomène la plupart des ILS sont bi-fréquence (deux fréquences VHF très proches dans la même plage de fréquence (pour ne pas toucher les fréquences des autres appareils). Une fréquence VHF pour le guidage dans l'axe de piste (appelé Directif) et une fréquence pour la couverture dans le plan horizontal (appelé Clearance). Le récepteur de bord effectue la capture du signal le plus fort.

## Glide Path

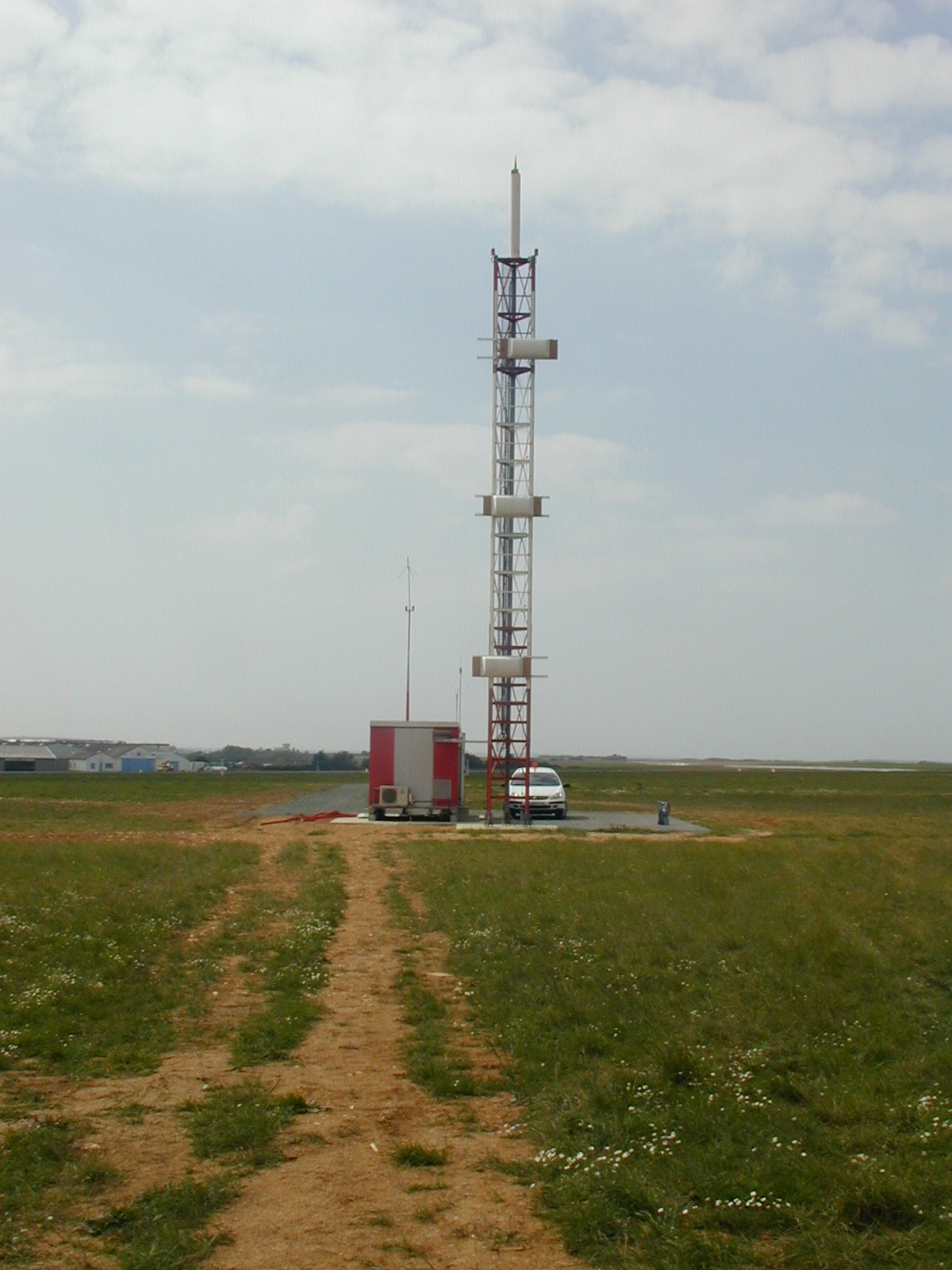
Mât et antennes Glide

Le glide path est constitué par un ensemble d'antennes situées généralement entre 120 m et 150 m sur le côté de la piste, près du seuil, qui émettent une porteuse UHF entre 328,6 et 335,4 MHz appairée à la fréquence du localizer.
Elle est modulée par 2 basses fréquences l'une à 90 Hz et l'autre à 150 Hz. Au-dessous du plan de descente, le taux de modulation du 150 Hz est supérieur à celui du 90 Hz et inversement au-dessus du plan. La différence de taux permet d'en déduire un écart qui est affiché sur le récepteur de bord.
Ils assurent un plan de descente réglable et généralement de l'ordre de 3° (entre 2,5 et 3,5) (3° en Cat III).
Le diagramme de rayonnement est ouvert d'environ 16° dans le plan horizontal et de ± 0,7° dans le plan de descente optimal.
Le faisceau du glide n'est plus exploitable à partir de 15 m (50 pieds)[réf. nécessaire] (cause d'effet d'hyperbole du signal proche de la piste). Pour les atterrissages automatiques l'avion est guidé par les informations de la radiosonde et du vario.

## Markers
Les markers ou radiobornes sont des radiobalises à émission verticale placées sur la trajectoire finale des avions qui émettent sur la fréquence 75 MHz. Ils sont peu à peu remplacés par des DME appariés à la fréquence du localizer.
Historiquement, au temps des pionniers du vol aux instruments tels que Gaston Génin, un opérateur radio transmettait depuis le sol en Morse 2 fois la lettre Z lorsqu'il les entendait survoler le terrain dans la brume. Le pilote savait alors qu'il pouvait entamer la procédure d'approche.
L'outer marker (radioborne extérieure) situé à environ 8 km du seuil est modulé à 400 Hz allume un voyant bleu dans le cockpit et émet une tonalité Morse de 2 traits par seconde ( - - ).
Le middle marker (radioborne intermédiaire) situé à environ 1 km du seuil est modulé à 1 300 Hz allume un voyant ambre (orange) dans le cockpit et émet une tonalité Morse de 2 fois 1 trait et 1 point  ( - * - * ), mais 1 trait et 1 point par seconde ( - *).
L'inner marker (radioborne intérieure) situé à environ 100 m du seuil est modulé à 3 000 Hz allume un voyant blanc dans le cockpit et émet une tonalité Morse de 6 points par seconde ( * * * * * * ). Il n'y a pas d' inner marker implanté sur les aérodromes français.

### Signalétique desmarkers

#### Outer marker

Voyant bleu Outer Marker
- Son Outer Marker

#### Middle marker

Voyant jaune Middle Marker
- Son Middle Marker

#### Inner marker

Voyant blanc Inner Marker
- Son Inner Marker

## Catégories d'ILS
Il existe trois catégories d'installations ILS et d'approches correspondantes. Les informations ci-dessous reposent sur l'Annexe 10 Volume 1 de l'OACI. Elles dépendent d'un critère de visibilité de hauteur de sol, et d'un autre de visibilité horizontale. Dans certains États, il peut y avoir des différences qui doivent être notifiées.
Catégorie I (ILS CAT I) : approche et atterrissage de précision aux instruments avec une hauteur de décision (la hauteur de décision est la hauteur au-dessus du sol à laquelle le pilote estime avoir les références visuelles suffisantes pour se poser) non inférieure à 200 pieds (61 m) au-dessus de la zone de toucher des roues et avec soit une visibilité d'au moins 800 mètres (2 625 pieds) ou d'une portée visuelle de piste supérieure à 550 mètres (1 804 pieds).
Catégorie II (ILS CAT II) : approche et atterrissage de précision aux instruments avec une hauteur de décision inférieure à 200 pieds (61 m) au-dessus de la zone de toucher des roues, la portée n'étant pas inférieure à 100 pieds (30 m), et d'une portée visuelle de piste d'au moins 300 mètres (984 pieds) pour les aéronefs de catégorie A, B, C et pas moins de 350 mètres (1 148 pieds) pour les aéronefs de catégorie D.
Catégorie III (ILS CAT III) :
– Catégorie III A : approche de précision aux instruments avec :
- une hauteur de décision inférieure à 100 pieds (30 m) au-dessus de la zone de toucher des roues, ou sans hauteur de décision ;
- une portée visuelle de piste d'au moins 200 mètres (656 pieds).

– Catégorie III B : approche de précision aux instruments avec :
- une hauteur de décision inférieure à 50 pieds (15 m) au-dessus de la zone de toucher des roues, ou sans hauteur de décision ;
- une portée visuelle de piste inférieure à 200 mètres (656 pieds), au moins égale à 75 mètres (246 pieds).

– Catégorie III C : approche et atterrissage de précision aux instruments sans hauteur de décision ni aucune limitation de la portée visuelle de piste. La catégorie ILS III C doit être conduite en pilote automatique et le suivi de la piste doit être opérationnel (couplage du pilote automatique avec l'orientation de la roue avant).
Dans chaque cas, un aéronef dûment équipé avec un équipage qualifié sont obligatoires. Par exemple, l'ILS CAT III C nécessite un système opérationnel après panne, avec un pilote en fonction (LP) titulaire d'un avenant de CAT III C dans son journal de bord, alors que la CAT I ne le nécessite pas.
Un affichage tête haute qui permet au pilote d'effectuer des manœuvres de l'avion plutôt qu'un système automatique est considéré comme opérationnel après une panne. L'ILS CAT I repose uniquement sur les indications d'altimètre pour la hauteur de décision, alors que les ILS CAT II et CAT III utilisent des radio sondes afin de déterminer la hauteur de décision.
L'approche ILS doit être arrêtée en cas de détection interne d'une condition d'erreur, telle que mentionnée dans la section de surveillance. Une surveillance via des capteurs au sol est mise en place pour corréler le signal à proximité des antennes et au lointain (positionné sur le côté opposé de la piste pour le Localizer) en Cat III. Avec les catégories croissantes, l'équipement ILS doit être arrêté plus rapidement puisque les catégories supérieures exigent la réduction des temps de réponse. Par exemple, l'approche avec un radiophare d'alignement doit s'arrêter dans les 10 secondes après la détection interne d'une condition d'erreur; l'alignement d'ILS CAT III doit s'arrêter en moins de 2 secondes.